# 川上源一
川上 源一（かわかみ げんいち、1912年1月30日 - 2002年5月25日）は、日本の実業家。日本楽器製造株式会社（現ヤマハ株式会社）の第4代社長で、ヤマハ発動機株式会社創業者でもある。

## 来歴・人物
本業の楽器製造に加えてオートバイ、スポーツ用品、レクリエーションなど各種事業を創業し、社業の業績向上と多角化に大きな成果を挙げてヤマハ中興の祖ともいわれる。
音楽や楽器演奏を身近にするためにヤマハ音楽教室を全国で展開して音楽教育の裾野を広げるほかに、『ヤマハポピュラーソングコンテスト』や『世界歌謡祭』などを開催して、1970年代から80年代のフォークソングとロックミュージックに功績している。特に、アマチュア時代の中島みゆきを見いだし、浜松市にあった川上の自宅に中島を呼び出し「あなたはすごい詞を書く。将来、詞で勝負するようなアーティストに育ってほしい」と称賛した。中島が発表した全てのアルバムには、スタッフが記載されたクレジットに『DAD 川上源一』と記載されている。葬儀の際に中島は「時代」を献歌している。
強烈な個性とワンマンぶりから「川上天皇」とも揶揄され、川上家は創業オーナーではないにもかかわらず父の川上嘉市から息子の川上浩まで3代続けて社長の座に就き、経営の世襲に批判も聞かれる。

## 年表
- 1912年1月30日 静岡県浜名郡豊西村[注 1]で、日本楽器製造社長を務めた川上嘉市の長男として生まれる。
- 幼少時から兵庫県西宮市、小学校4年からは芦屋市[4]で育つ。
- 1929年2月 旧制甲南高等学校2年時、社会主義運動を行い同校を中退[4]する。
- 1934年 高千穂高等商業学校卒業後、大日本人造肥料へ入社する。
- 1937年7月 父嘉市が社長を務める日本楽器製造へ入社する。
- 1946年7月 取締役に就任する。
- 1950年 嘉市のあとを受けて4代目社長に就任して製造ラインの合理化に努め、ピアノ生産量を世界一にする。
- 1954年 オートバイ事業に進出する。
- 1955年 ヤマハ発動機を設立[注 2]して社長を兼務する。
- 1959年 日本で初めて電子オルガンを開発し、商品名「エレクトーン」は電子オルガンの代名詞ともいわれる。
- 1964年 父の嘉市が死去する。
- 1966年 ヤマハ音楽振興会を設立し理事長に就任[注 3]する。
- 1977年 日本楽器製造の社長を退くも経営方針を巡り後継の河島博社長と対立する。
- 1980年 河島を解任して再び第6代社長に就く。
- 1981年 定款を改正して長男の川上浩が副社長に就任する。
- 1983年 川上浩が社長に就任する。社長退任後も会長や相談役などとしてグループの経営に参画する。
- 1992年2月 川上浩社長の辞任を機に源一も相談役を退いて最高顧問[注 4]に就く。
- 2002年5月25日午後5時32分 老衰のため静岡県浜松市の病院で死去する。

## 語録
- この会社（ヤマハ）を、社員が誇れる会社にしたい。 （社長就任時の挨拶より）

## 著書
| 書名                          | 出版社           | 出版年月日 | ISBN                | 備考         |
| ----------------------------- | ---------------- | ---------- | ------------------- | ------------ |
| 実用ポピュラー音楽編曲法      | ヤマハ音楽振興会 | 1974年     |                     | 編纂         |
| 音楽普及の思想                | ヤマハ音楽振興会 | 1977年8月  |                     |              |
| 私の履歴書―狼子虚に吠ゆ       | 日本経済新聞社   | 1979年2月  |                     | 初めての自伝 |
| 子どもに学ぶ―親と教師のために | ヤマハ音楽振興会 | 1981年4月  |                     |              |
| エピキュリアン料理            | 文藝春秋         | 1985年9月  | ISBN 978-4163400600 |              |
| 新・音楽普及の思想            | ヤマハ音楽振興会 | 1976年1月  | ISBN 978-4636208368 |              |

## 関連評伝
- 加藤仁『社長の椅子が泣いている』（講談社、2006年） ISBN 978-4062115735